# Таранов, Алексей Андреевич
Алексе́й Андре́евич Тара́нов (род. 8 августа 1946, Миллеровский район, Ростовская область) — советский легкоатлет, специалист по бегу на короткие и средние дистанции. Выступал за сборную СССР по лёгкой атлетике в начале 1970-х годов, чемпион Европы в помещении, победитель и призёр первенств всесоюзного значения, бывший рекордсмен мира в эстафете 4 × 800 метров в помещении. Представлял Ростов-на-Дону и спортивное общество «Спартак». Мастер спорта СССР международного класса.

## Биография
Алексей Таранов родился 8 августа 1946 года в селе Белогорка Миллеровского района Ростовской области.
Занимался лёгкой атлетикой в Ростове-на-Дону под руководством тренера Рифата Яковлевича Умитбаева, выступал за добровольное спортивное общество «Спартак» и Вооружённые Силы.
Первого серьёзного успеха на всесоюзном уровне добился в сезоне 1970 года, когда на чемпионате СССР в Минске стал бронзовым призёром в эстафете 4 × 400 метров.
В 1971 году взял бронзу в беге на 800 метров на зимнем чемпионате СССР в Москве. Попав в состав советской сборной, выступил на чемпионате Европы в помещении в Софии, где вместе с соотечественниками Станиславом Мещерских, Валентином Таратыновым и Виктором Семяшкиным с мировым рекордом 7:17.8 превзошёл всех соперников в программе эстафеты 4 × 800 метров и завоевал золотую медаль.
В 1972 году на чемпионате Европы в помещении в Гренобле совместно с Валентином Таратыновым, Иваном Ивановым и Станиславом Мещерских выиграл серебряную награду в эстафете 4 × 720 метров, уступив только команде из Западной Германии.
В 1974 году с командой Вооружённых Сил получил серебро в эстафете 4 × 400 метров на чемпионате СССР в Москве.
За выдающиеся спортивные достижения удостоен почётного звания «Мастер спорта СССР международного класса».